# Smallingerland
Smallingerland – gmina w Holandii we Fryzji, siedziba gminy mieści się w miejscowości Drachten. Gmina ma 126,15 km², z czego 7,67 km² to woda, zamieszkuje ją 54 993 mieszkańców, większość w Drachten.